# Благословение Моисея
Благословение Моисея — название пророческого фрагмента во Второзаконии (Втор. 33:2—27),  благословение колен Израилевых Моисеем. Не путать с Благословением Иакова (Быт. 49), хоть оно и является ближайшим аналогом. Благословение Моисея содержит мало благословений, большинство стихов пророчествуют о состоянии колен в более позднее время.
Стих Втор. 33:2 часто называют «одним из самых трудных для истолкования вопросов в Библии».
Благословения сыновей отцами нередки в Пятикнижии (Быт. 27:28, 29; Быт. 27:39, 40, Быт. 28:1—4, 49), но в данном случае Моисей благословляет весь народ.

## Библейское повествование
Моисей начинает с восхваления Бога, затем переходит к благословению различных колен, начиная с южных (колена Рувима и Иуды), переходя к северным (колена Дана, Неффалимово и Асирово). Относительно колена Рувима есть только одна молитва: «Да живет Рувим и да не умирает, и [Симеон] да не будет малочислен!» (Втор. 33:6). Колено Симеона в масоретском тексте, по-видимому, пропущено, так как его территория находилась внутри участка Иудиного (Нав. 19:1). Об Иуде Моисей молится, чтобы Господь услышал его голос и помог ему против его врагов (Втор. 33:7).
Далее следует восхваление колена Левия. Моисей провозглашает, что это колено будет учителями Закона и священническими представителями Израиля перед Богом. Затем колено Вениамина благословляется как возлюбленное Богом: О Вениамине сказал: возлюбленный Господом обитает у Него безопасно, [Бог] покровительствует ему всякий день, и он покоится между раменами Его» (Втор. 33:12).
Наибольшее внимание уделяется колену Иосифа (Втор. 33:13—17).
Гора Фавор, песчаный берег и морское побережье провозглашается счастьем колен Иссахара и Завулона (Втор. 33:18, 19).
Гад силён, как лев; его земля должна стать последним жилищем законодателя Израиля (Втор. 33:20, 21; Чис. 32).
Дан — лев, прыгающий с Васана (Втор. 33:22; Суд. 18:1—3, 27, 29; Нав. 19:47, 48). Переселение племени Дана в Васан произошло уже в эпоху Судей, что свидетельствует о более позднем написании текста.
Неффалим, чьи владения находятся на западе и юге, наполнен благословением Бога (Нав. 19:32—39).
Последним идет Ашер: «благословен между сынами Асир, он будет любим братьями своими, и окунёт в елей ногу свою; железо и медь — запоры твои; как дни твои, будет умножаться богатство твое» (Втор. 33:24, 25).
Наконец, Иешурун (весь Израиль). Здесь пророк возвращается к начальным словам благословения, восхваляя Бога и провозглашая славу и честь Израиля.

## Критический взгляд
Согласно современной документальной гипотезе, благословение изначально было отдельным текстом, вставленным Девтерономистом во второе издание (из двух) текста, ставшего Второзаконием.
В благословении не упоминается Симеон, что может указывать на дату написания текста, поскольку считается, что Симеон постепенно утратил свою племенную идентичность, а его традиционная территория полностью находилась в пределах колена Иуды. Коленам Иосифа и Левия уделено больше внимания, чем другим, что может указывать на то, что текст возник в среде левитского священства, на территории колен Иосифа или, в более общем плане, в северном царстве Израиля, где Ефрем, часть колена Иосифа, был наиболее влиятельным.
Большинство авторов утверждает, что текст благословения Моисея напрямую зависел от Благословения Иакова. Их главный аргумент основан на отрывке об Иосифе, часть которого содержится также в благословении Иакова. Однако вряд ли могут быть сомнения, что отрывок об Иосифе в благословении Иакова был расширен на основе благословения Моисея.

### Сомнительные стихи
Благословение Моисея, как и благословение Иакова, содержит лишь несколько благословений, большинство стихов пророческие. Текст этих стихов не является целым (как и текст благословения Иакова): начало (Втор. 33:2, 3) претерпело «много искажений». Возможно, введение и заключение, содержащее восхваления Богу, не были написаны самим автором благословения. Штойернагель в своем комментарии к Книге Второзакония считал, что переход от стиха 5 к стиху 6 и от стиха 25 к стиху 26 очень резкий, а содержание введения и заключения носит совершенно иной характер, чем содержание других стихов. Стихи 26 и последующие связаны со стихом 5 и естественно предположить, что стихи-благословения были добавлены позднее. Стихи 9 и 10, предположительно, также были работой более позднего автора.

### Вероятная дата происхождения
Нет единого мнения учёных относительно того, когда было написано Благословение Моисея: предположения варьируются от XI до VI века до н. э.
Согласно Еврейской энциклопедии (1906), благословение Моисея возникло позднее, чем ядро благословения Иакова. В масоретском тексте благословения Моисея Симеон вообще не упоминается; а Левий в нём представлен как племя священников, сталкивающееся с оспариванием его права на священство (Втор. 33:8 и далее). В то время как у Иакова Симеон и Левий (Быт. 34) порицаются за свой грех и им грозит рассеяние по Израилю (Быт. 49:5—7).
В благословении Иакова Рувиму угрожает утрата права первородства, роль его колена незначительна. И хотя отрывок об Иосифе обозначает период, когда это колено успешно защищалось от врагов, соответствующий отрывок в другом месте (Быт. 49:22 и далее) указывает на время, когда Ефрем сохранял свою силу несокрушимой и побеждал своих врагов со всех сторон: «крепость его [т. е. Иосифа] как первородного тельца, и роги его, как роги буйвола; ими избодет он народы все до пределов земли» (Втор. 33:17). Этот стих, несомненно, относится к более позднему времени, чем сирийские войны при Ахаве. Вероятнее всего, это относится ко времени Иеровоама II. Вероятно, отрывок о Гаде относится к тому же периоду (тогда это колено успешно противостояло сирийцам).
Заявление Августа Дильмана в его «Комментарии к Числам и Второзаконию» о том, что благословение Иуды указывает на период сразу после разделения двух царств, едва ли верно. Он основывает свое мнение на том факте, что похвала Левию и Вениамину, вместе с тем, что сказано об Иуде и Иосифе, могла относиться только к этому периоду. Штойернагель предполагает, что здесь может иметься в виду победа идумеян (4Цар. 14:7). Можно предположить, что отрывки о Вениамине и Левии, относятся к началу XIII века до н. э., а отрывок об Иосифе вряд ли предполагает период Иеровоама I. Поэтому Ройсс в «Истории Священного Писания Ветхого Завета», Корнилл в «Введении в Ветхий Завет» и другие полагают, что благословение Моисея возникло в XIII веке до н. э. Ни один из стихов не указывает на авторство Моисея; эта традиция не подразумевается ни в одной части самого благословения, а лишь упоминается во вступительных и заключительных стихах (Втор. 31:30, 32:44).